# Parti libéral du Kosovo
Pour les articles homonymes, voir PLK.
Le Parti libéral du Kosovo (en albanais, Partia Liberale e Kosovës, en serbe, PLK - Liberalna partija Kosova) est un parti politique du Kosovo.